# Ziziphus suluensis
Ziziphus suluensis är en brakvedsväxtart som beskrevs av Elmer Drew Merrill. Ziziphus suluensis ingår i släktet Ziziphus och familjen brakvedsväxter. Inga underarter finns listade i Catalogue of Life.